# Chabowo (gromada)
Chabowo – dawna gromada, czyli najmniejsza jednostka podziału terytorialnego Polskiej Rzeczypospolitej Ludowej w latach 1954–1972.
Gromady, z gromadzkimi radami narodowymi (GRN) jako organami władzy najniższego stopnia na wsi, funkcjonowały od reformy reorganizującej administrację wiejską przeprowadzonej jesienią 1954 do momentu ich zniesienia z dniem 1 stycznia 1973, tym samym wypierając organizację gminną w latach 1954–1972.
Gromadę Chabowo z siedzibą GRN w Chabowie utworzono – jako jedną z 8759 gromad na obszarze Polski – w powiecie pyrzyckim w woj. szczecińskim na mocy uchwały nr V/49/54 WRN w Szczecinie z dnia 5 października 1954. W skład jednostki weszły obszary dotychczasowych gromad Babin, Będgoszcz, Chabowo, Chabówko i Parsów ze zniesionej gminy Turze w tymże powiecie. Dla gromady ustalono 12 członków gromadzkiej rady narodowej.
1 stycznia 1958 z gromady Chabowo wyłączono miejscowość Parsówek, włączając ją do gromady Chwarstnica w powiecie gryfińskim w tymże województwie.
31 grudnia 1959 z gromady Chabowo wyłączono miejscowości Będgoszcz i Chabówko, włączając je do gromady Ryszewko w tymże powiecie, po czym gromadę Chabowo zniesiono, włączając jej (pozostały) obszar do  nowo utworzonej gromady Bielice w tymże powiecie.